# Colle des Montets
Il Colle des Montets è un valico alpino francese che si trova nei pressi della frontiera con la Svizzera e che collega Chamonix-Mont-Blanc con Le Châtelard, località di Finhaut nel Canton Vallese svizzero.

## Orografia
Il colle, insieme con la Sella di Megève separa le Alpi Graie dalle Prealpi di Savoia.